# Víctor de Xanten

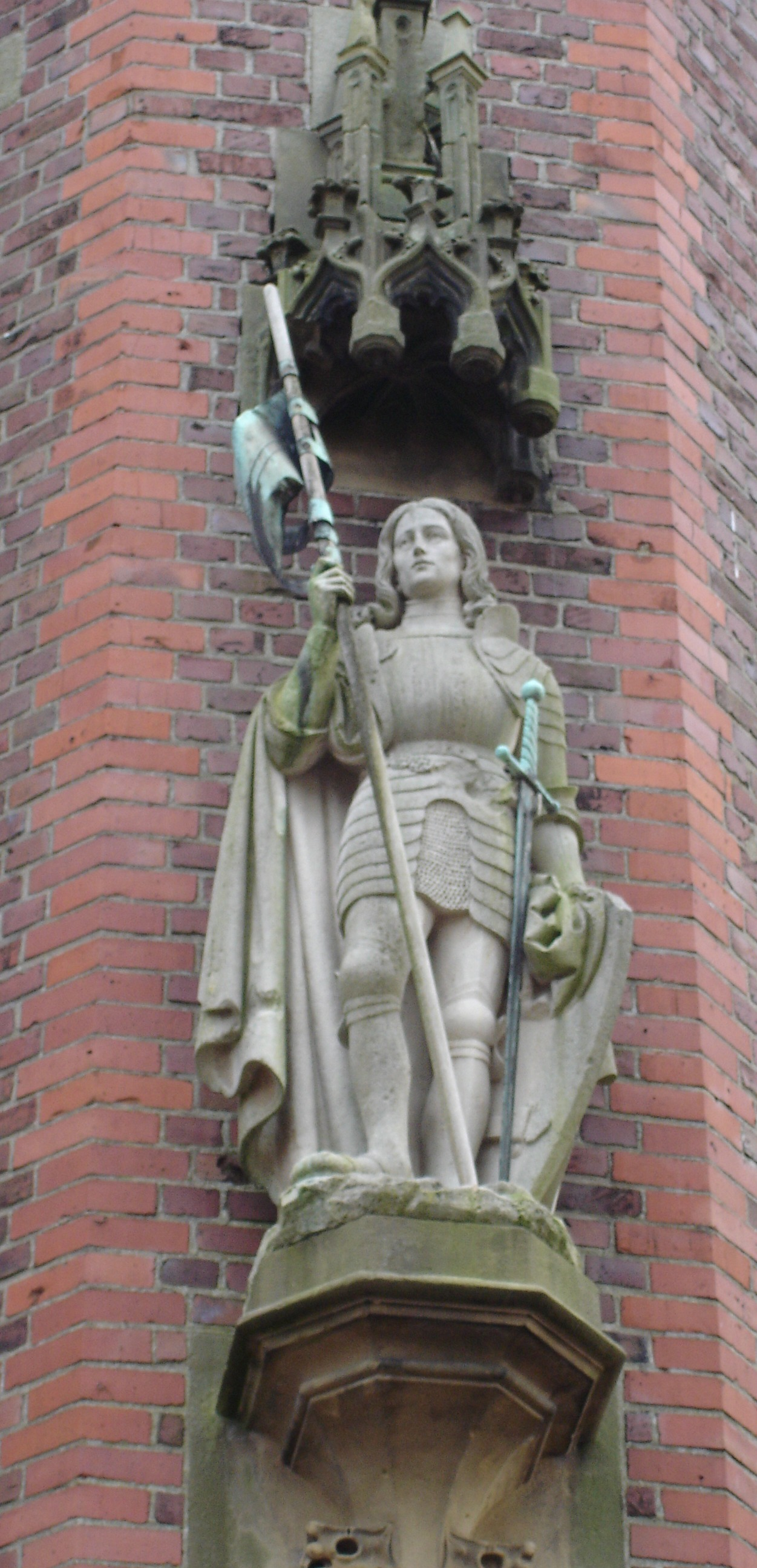
Estatua de San Víctor en un lado de la Iglesia de San Viktor en Birten.

Víctor de Xanten (fl. siglo III) fue un santo romano y mártir venerado por la Iglesia católica y la Iglesia ortodoxa.

## Biografía
Cuenta la tradición que Víctor era prefecto de una cohorte de la legión tebana. Estuvo estrechamente asociado con Urso de Solothurn y se dice que fue pariente de santa Verena. Habiendo escapado de la masacre de la legión tebana, se encontró con la muerte años después. Fue ejecutado por decapitación en el anfiteatro de Castra Vetera (ahora Xanten, Alemania ) por negarse a hacer sacrificios a los dioses romanos.
De él se conserva una passio del siglo X. Desde el siglo XII, las reliquias de sus presuntos huesos han estado guardados en un precioso relicario del siglo XII, que hoy está en el altar mayor de la catedral de Xanten. Su fiesta se celebra el 10 de octubre. 